# Fortuna Sofia
Fortuna Sofia (bułg. СК "Фортуна" (София)) – bułgarski klub piłkarski z siedzibą w stolicy kraju, mieście Sofia, działający w latach 1920–1949.

## Historia
Chronologia nazw:
- 1920: Izgrew Sofia (bułg. СК "Изгрев" (София))
- 08.1934: Fortuna Sofia (bułg. СК "Фортуна" (София))
- 28.09.1943: Nadieżda Sofia (bułg. СК "Надежда" (София)) – po fuzji z Wichyr (Nadieżda, Sofia)
- 02.06.1945: Nadieżda Sofia (bułg. ЗФД [заводско-фабрично дружество] "Надежда" (София)) – po dołączeniu zespołów z fabryk "Bakisz", "Zakarian" i "Syłza"
- 02.1947: Chimik Sofia (bułg. СК Химик (София))
- 19.09.1949: klub rozwiązano – po fuzji z Łokomotiw (Sofia), Dinamo (Sofia) i Metalik (Sofia), tworząc DSO Energia Sofia

Klub Sportowy Izgrew został założony w Sofijskiej dzielnicy Nadieżda w 1920 roku. W maju 1923 roku przystąpił do Sofijskiego Związku Piłki Nożnej. W sezonie 1923/24 zespół startował w mistrzostwach Sofii, zajmując trzecie miejsce w drugiej dywizji. W następnym sezonie 1924/25 był czwartym w klasyfikacji końcowej, ale w wyniku reorganizacji systemu lig został zdegradowany do trzeciej dywizji. Sezon 1925/26 spędził w trzeciej dywizji, kończąc rozgrywki na piątej pozycji, ale w sezonie 1926/27 ponownie zagrał w drugiej dywizji. W sezonie 1927/28 klub brał udział w mistrzostwach, ale został wykluczony w trakcie jesiennej przerwy, a jego statystyki z tego sezonu przypadły drużynie Władysława (Sofia), która zajęła po nim miejsce w II dywizji sofijskiej. Przez następne dwa sezony nie startował w rozgrywkach Sofijskiego Związku Piłki Nożnej. Dopiero ponownie startował w mistrzostwach Sofii w sezonie 1930/31, zajmując 6.miejsce w III dywizji. W sierpniu 1934 roku klub zmienił nazwę na Fortuna, tak jak biuro klubu mieściło się w budynku fabryki "Fortuna" w Sofii. Dawna fabryka "Fortuna" to obecnie fabryka "Osmi Mart", mieszcząca się przy bulwarze Rożen 22 w Sofii. W sezonie 1928/29 zespół zajął ostatnie 6.miejsce i został zdegradowany do II dywizji. W sezonie 1938/39 zwyciężył w III dywizji i awansował do drugiej dywizji. W następnym sezonie 1939/40 zespół znów został mistrzem dywizji, co owocowało awansem do I dywizji. Ale w 1940 roku nastąpiła reorganizacji mistrzostw Bułgarii, wskutek czego 6 drużyn z Sofii, grające w Nacionałnej futbołnej diwiziji, oraz mistrz I dywizji Sofijskiej utworzyli pierwszą dywizję mistrzostw Sofii, a Fortuna pozostała w drugiej dywizji. 28 września 1943 roku klub połączył się z Wichyr (Nadieżda, Sofia) pod nazwą Nadieżda (Sofia). Po ustanowienia rządów komunistycznych 9 września 1944 roku i początkowego chaosu, który nastąpił po tym wydarzeniu, sezon 1944/45 rozpoczął się później i ze zmianami. W sezonie 1944/45 zespół zajął pierwsze miejsce w tabeli końcowej Sofijskiej drugiej dywizji i zdobył historyczny awans do pierwszej dywizji. 2 czerwca 1945 roku położono kamień węgielny pod pierwszą spółkę fabryczną Nadieżda (Sofia), do której zostały dołączone drużyny sportowe fabryk "Bakisz", "Zakarian" i "Syłza". W debiutowym sezonie 1945/46 na najwyższym poziomie mistrzostw Sofii zjednoczony zespół zajął ósme miejsce, a w następnym 9.miejsce, po czym został zdegradowany do II dywizji Mistrzostw Sofii. W lutym 1947 roku klub przemianowano na Chimik (Sofia).
Klub Fortuna istniał pod nazwą Chimik do 19 września 1949 roku, kiedy to po reorganizacji i przekształceniu klubów sportowych w dobrowolne organizacje sportowe (DSO) klub Chimik został połączony z drużynami Łokomotiw (Sofia), Dinamo (Sofia) i Metalik (Sofia) pod nazwą DSO Energia (Sofia).

## Barwy klubowe, strój, herb, hymn
|  |

Klub ma barwy fioletowe. W momencie założenia klubu, barwami klubowymi były brąz i czerń. Później zmienione na fioletowe. Następnie nastąpiła zmiana barw klubowych, które stały się zielone i białe. Na koniec, barwy klubu zostały ponownie zmienione na fioletowe. Piłkarze domowe spotkania zazwyczaj grają w fioletowych koszulkach, fioletowych spodenkach oraz fioletowych getrach.

## Sukcesy

### Trofea międzynarodowe
Do chwili obecnej klub jeszcze nigdy nie zakwalifikował się do rozgrywek europejskich.

### Trofea krajowe
| \| \| Zdobyte trofea w rozgrywkach Bułgarii (stan na: 31-05-2024) \| |                                                             |      |                    |
| Rozgrywki                                                            | Osiągnięcie                                                 | Razy | Sezon(y)           |
| · Mistrzostwo                                                        | I miejsce                                                   | 0    |                    |
| · Mistrzostwo                                                        | II miejsce                                                  | 0    |                    |
| · Mistrzostwo                                                        | III miejsce                                                 | 0    |                    |
| Puchar                                                               | zdobywca                                                    | 0    |                    |
| Puchar                                                               | finalista                                                   | 0    |                    |
| II liga                                                              | I miejsce                                                   | 0    |                    |
| II liga                                                              | II miejsce                                                  | 0    |                    |
| II liga                                                              | III miejsce                                                 | 0    |                    |
| II liga                                                              | 8.miejsce                                                   | 1    | 1945/46 (gr.Sofia) |
| Bułgaria                                                             | Zdobyte trofea w rozgrywkach Bułgarii (stan na: 31-05-2024) |      |                    |

- II Sofijska diwizija (D3):
  - mistrz (2x): 1939/40 (gr.Sofia), 1944/45 (gr.Sofia)
  - 3.miejsce (2x): 1923/24 (gr.Sofia), 1940/41 (gr.Sofia)

- III Sofijska diwizija (D4):
  - mistrz (1x): 1938/39 (gr.Sofia)
  - wicemistrz (3x): 1935/36 (gr.Sofia), 1936/37 (gr.Sofia), 1937/38 (gr.Sofia)
  - 3.miejsce (1x): 1923/24 (gr.Sofia)

- Puchar Ulpia Serdica: 
  - 2. runda (3x): 1933, 1937, 1939

## Poszczególne sezony

### Rozgrywki międzynarodowe

#### Europejskie puchary
Nie uczestniczył w rozgrywkach europejskich.

### Rozgrywki krajowe
| \| Bułgaria \| Bilans występów klubu w rozgrywkach piłkarskich Bułgarii (Stan na 31 maja 2025 r.) \| \| |                                                                                    |        |       |   |   |   |    |    |     |                                                   |        |        |      |
| Poziom                                                                                                  | Rozgrywki                                                                          | Sezony | Mecze | Z | R | P | B+ | B– | Pkt | Lata                                              | Awanse | Spadki | Naj. |
| I | Nacionałna futbołna diwizija / Dyrżawno pyrwenstwo                                 | 0      |       |   |   |   |    |    |     |                                                   |        |        |      |
| II | B RPG / Wtora PFG / Pyrwa PFL / B PFG / Wtora PFL                                  | 2      |       |   |   |   |    |    |     | 1945–1947                                         | 0      | 1      | 8    |
| III | Treta amatorska futbołna liga                                                      | 10     |       |   |   |   |    |    |     | 1923–1925, 1926/27, 1939–1943, 1943–1945, 1947/48 | 1      | 3      | 1    |
| IV | Obłastna futbołna liga                                                             | 10     |       |   |   |   |    |    |     | 1925/26, 1930–1939                                | 2      | 0      | 1    |
| | Puchar Bułgarii                                                                    | 0      |       |   |   |   |    |    |     |                                                   | 0      | 0      |      |
| Bułgaria                                                                                                | Bilans występów klubu w rozgrywkach piłkarskich Bułgarii (Stan na 31 maja 2025 r.) |        |       |   |   |   |    |    |     |                                                   |        |        |      |

## Struktura klubu

### Stadion
Drużyna rozgrywała swoje mecze domowe w Sofii na boisku Fortuny, które znajdowało się znajdował się w pobliżu budynku fabryki Fortuna w dzielnicy Nadieżda w Sofii. Dawna fabryka Fortuna to obecnie fabryka Osmi Mart, mieszcząca się przy bulwarze Rozhen 22 w Sofii. Stadion Fortuna nie posiadał trybun i mógł pomieścić około 4000 widzów. Boisko nie nadawało się do rozgrywania oficjalnych meczów Mistrzostw Sofii i klub wykorzystywał je głównie do treningów.

## Kibice i rywalizacja z innymi klubami

### Derby
- AS 23 Sofia
- Atletik Sofia
- Benkowski Sofia
- Borisław Sofia
- Botew Sofia
- Byłgaria Sofia
- FK 13 Sofia
- Grafik Sofia
- Lewski Sofia
- Pobeda Sofia
- Rakowski Sofia
- SK Sofia
- Sława Sofia
- Sławia Sofia
- Sokoł Sofia
- Sokoł Sofia (1915–1926)
- Sportist Sofia
- Szipka Sofia
- Ustrem Sofia
- ŻSK Sofia